# Raiden (arkadspel)
Raiden är en serie arkadspel utvecklade av det japanska spelföretaget Seibu Kaihatsu. Samtliga spel i serien tillhör genren vertical shooter. Raiden III, Raiden IV och Raiden V är skapade av Moss Inc. på licens av Seibu Kaihatsu.

## Raidenserien
- Raiden, 1990
- Raiden II, 1993
- Raiden DX, 1994
- Raiden Fighters, 1996
- Raiden Fighters 2 - Operation Hell Dive, 1997
- Raiden Fighters Jet, 1998
- Raiden III, 2005
- Raiden IV, 2007
- Raiden V, 2016